# 超低温冷凍庫

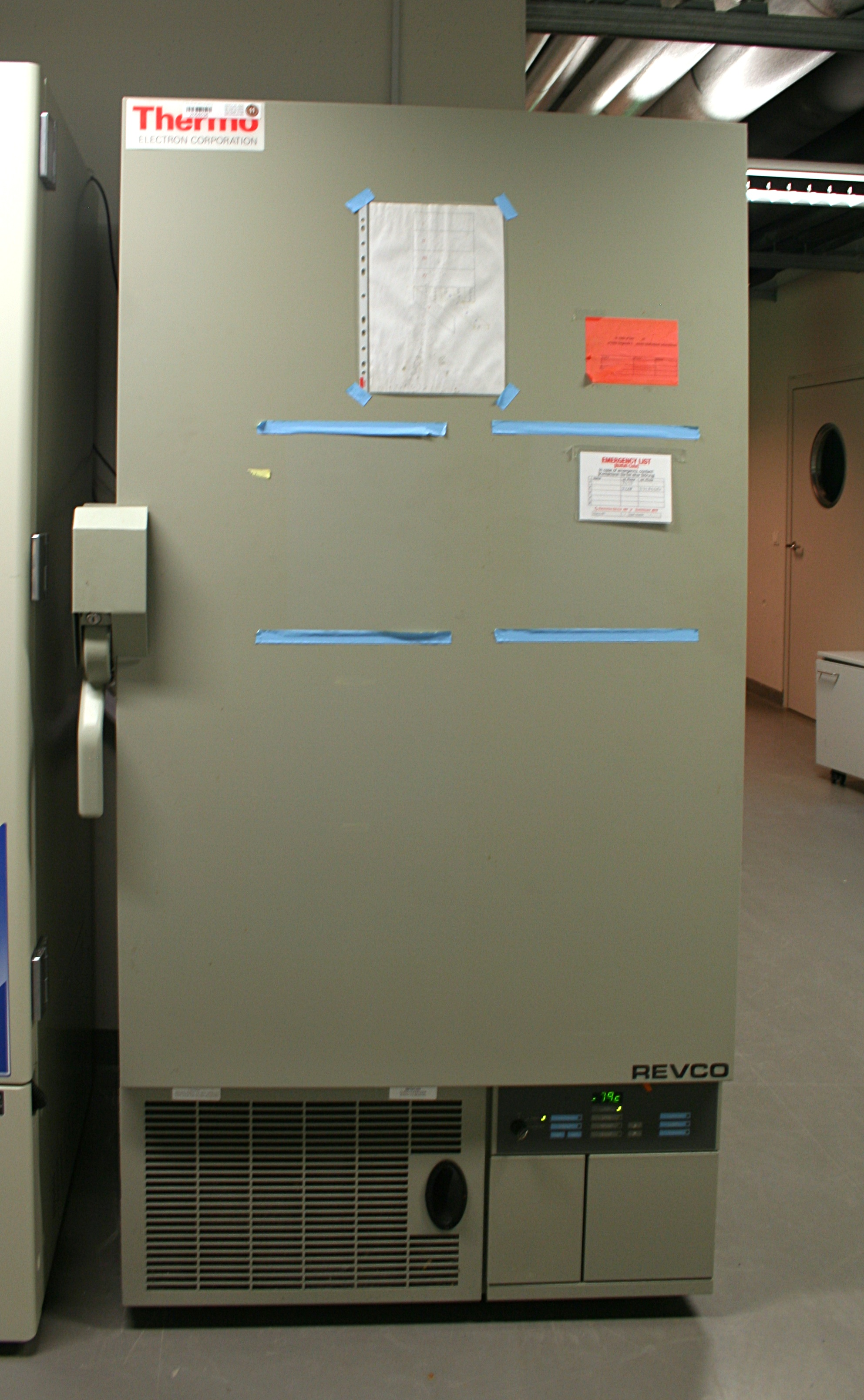
標準的な直立型の超低温冷凍庫

超低温冷凍庫（ちょうていおんれいとうこ、英: ultra low temperature (ULT) freezer）は、内容物を-40～-120°C（-40～-184°F）の間で保管する冷蔵庫である。別名として、超低温フリーザー、ディープフリーザー、ULTフリーザー、マイナス80℃冷凍庫とも呼ばれる。直立型とチェスト型がある。

## 用途

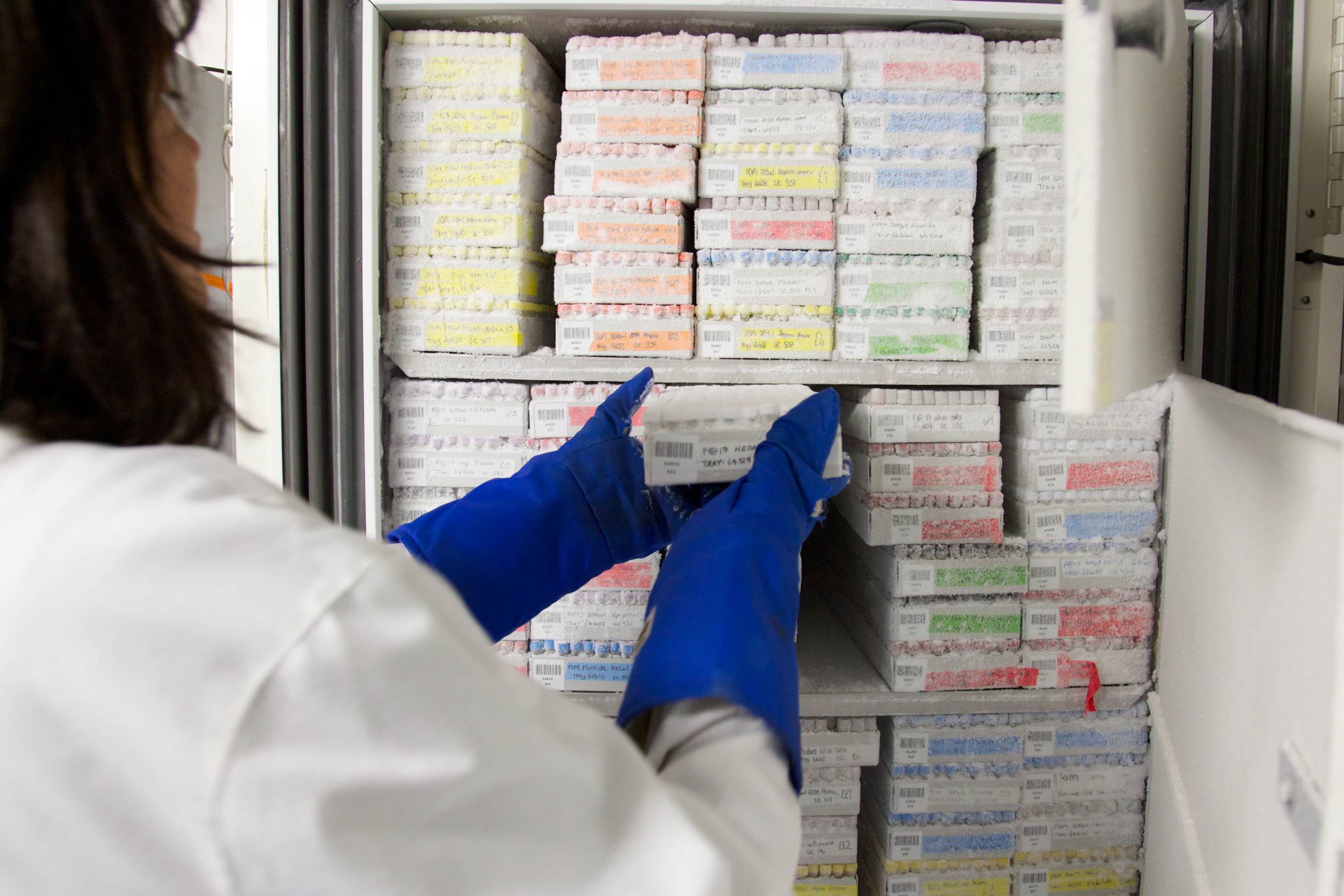
-80℃冷凍庫にサンプルを入れる科学者

標準的な冷蔵庫や冷凍庫を使用して-20～+4℃ (-4～39°F）で短期的にサンプルを保管するのとは対照的に、多くの分子生物学やライフサイエンス研究室では、DNA、RNA、タンパク質、細胞抽出物、試薬などの生物学的サンプルの長期保管が必要になる場合がある（「コールドチェーン」や「コールダーチェーン」(超低温での保管や物流の方式)のインフラを含む）。サンプルが損傷するリスクを減らすために、これらの種類のサンプルは-80～-86℃ (-112～-123°F)の極低温を必要とする。細胞は、液体窒素のタンクで-196℃（-320.8°F）で保管される。「極低温チェスト型冷凍機」は-150℃ (-238 °F)までの温度を達成でき、液体窒素のバックアップを持つ場合がある。
超低温冷凍庫内のサンプルは、ポリマーチューブやマイクロチューブで保存されることがよくある。通常、これらのマイクロチューブは64本、81本、100本が、段ボールやポリマー製の箱の中に格子状に配置される。標準的な超低温冷凍庫では、約350～450箱のマイクロチューブを収納することができる。

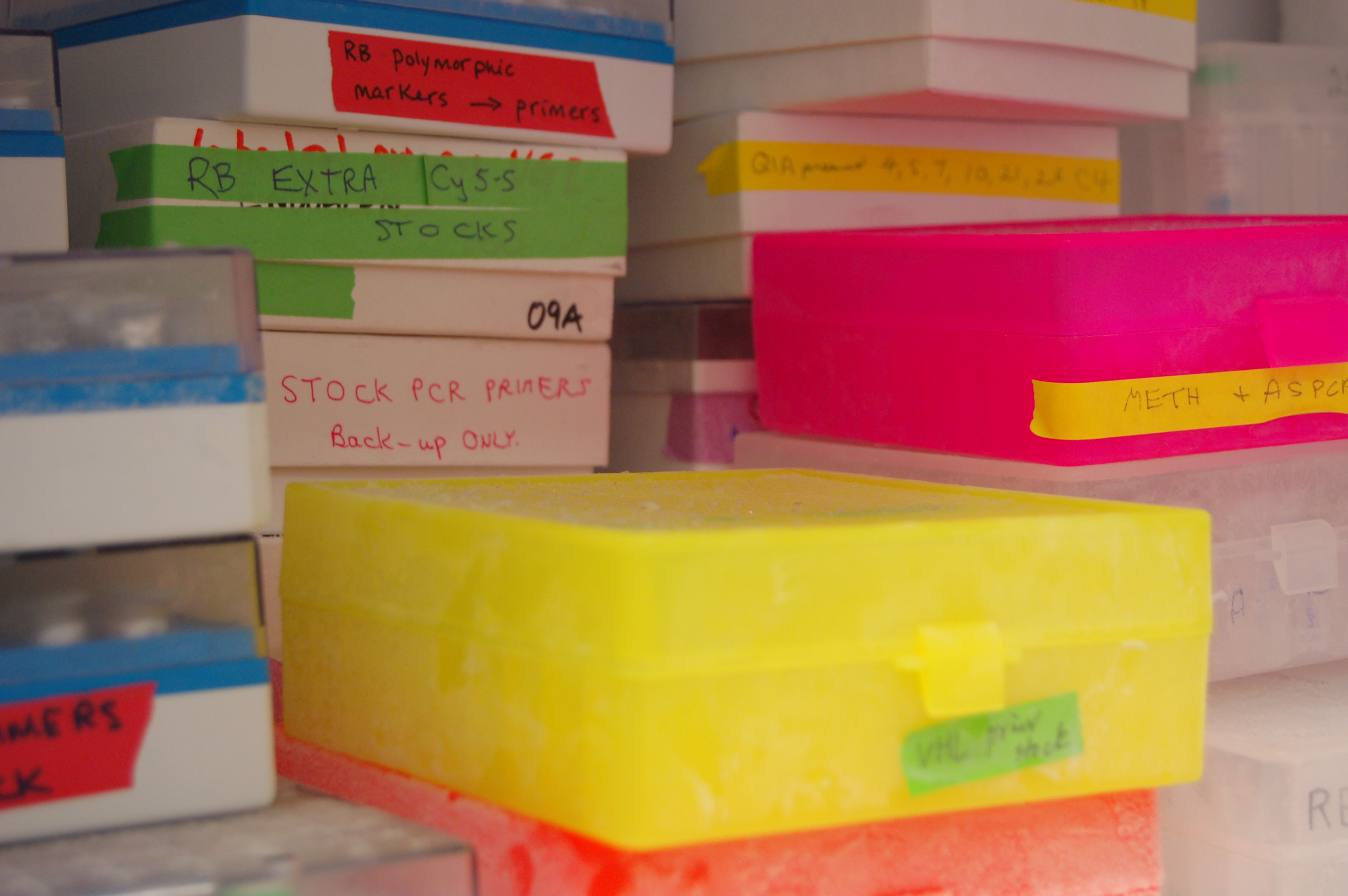
実験室の冷凍庫でサンプルを保管するために一般的に使用されるボックス

ライフサイエンス以外では、マグロ漁において超低温冷凍庫の使用が必須である。
超低温冷凍庫には通常、冷凍庫が故障した際に指定された関係者にリモートで警報する警報システムが装備されている。

### 新型コロナウイルス対策としての活用
2019年末以降、日本国内でも感染拡大が発生した新型コロナウイルス感染症の対策として、m-RNAワクチンが開発され、日本国内にも輸入されることとなった。厚生労働省はいち早くワクチン保管用の超低温冷凍庫を確保し、各自治体の中核拠点病院に配布した。
この超低温冷凍庫は-60℃～-80℃の、いわゆる通常の超低温冷凍庫であり、m-RNAワクチンの冷凍保存には非常に有効であった。
しかしm-RNAワクチンの輸送には同程度の低温環境が求められ、ドライアイスを使用せざるを得ない状況であったが、ドライアイス生産量の低下、需要の増加に伴い、輸入量は年々増加の傾向が見られたが、m-RNAワクチンの輸送のために更なる生産、または輸入が必要となった。しかしそれは他の輸出国でも同様であり、容易に輸入量を増やすことも出来ず、海外から日本に届いたm-RNAワクチンの国内輸送に大きな課題となった。それらの問題を解決する一助となったのもまた超低温冷凍庫であり、m-RNAワクチン保管用よりさらに高性能な-120℃超低温冷凍庫、別名ウルトラディープフリーザー、略称UDFによって凍結された特殊保冷材がドライアイスの代替として使用が可能であることから、2021年冬にm-RNAワクチンメーカーがその使用を承認し、翌2022年に大手輸送会社がUDFと特殊保冷材を導入し、国内における「ラストワンマイル」輸送を請け負うことで、ドライアイス危機を回避することができた。

### プルダウン時間
プルダウン時間は、超低温冷凍庫を外気温度から-80～-86℃（-112～-123 °F）の指定温度まで冷却するのに必要な時間として定義される。この時間は、断熱材の種類、コンプレッサーシステムの効率、フリーザー内に設置された金属製の棚に大きく依存している。21世紀の初めに超低温冷凍庫は3～5時間以内に冷却することができた。暖機時間は通常、1/8℃/分である。

## エネルギー消費量
低温によって、超低温冷凍庫は大量の電気エネルギーを消費するため、運用コストが高くなる。2010年、スタンフォード大学には2,000台以上の超低温冷凍庫が設置され、そのエネルギー消費量は推定400億BTUで、年間560万ドルのコストがかかっていた。しかし、最新の超低温冷凍庫では消費電力が少ない。
近年、一部の研究者は、エネルギーを節約し、冷凍庫のコンプレッサーの摩耗を減らすために、研究室が冷凍庫の-80℃ではなく-70℃に設定することを提案しはじめている。
冷凍庫の容量、ドア開放の頻度、そしてサンプル数に応じて、エネルギー消費量は約11 kWh/日からそれ以上になる。エネルギー消費を削減するために、断熱材を可能な限り効率的にする必要がある。内側にもう一枚のドアを追加することで、メインドアを開ける際の温度損失を軽減できる。超低温冷凍庫内の着氷を最小限に抑える必要がある。最新の超低温冷凍庫は、コンプレッサーとファンの両方に可変速ドライブを採用している。これにより、エネルギー消費量はさらに30%削減され、通常8.5 kWh/日となっている。

## 冷凍サイクル

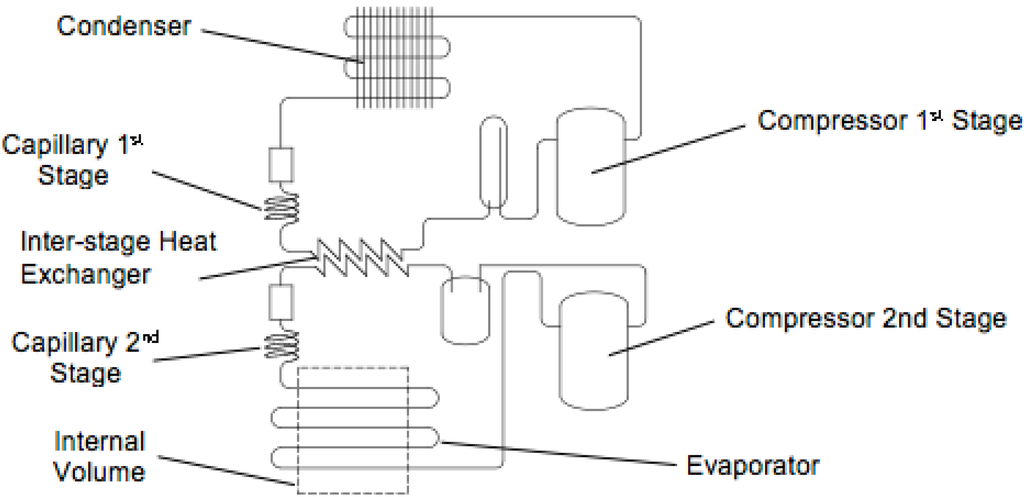
2サイクルカスケード冷凍プロセスの概略図

カスケード冷凍（CR）システムを採用した超低温冷凍庫は、家庭用冷蔵庫の最大20倍のエネルギーフットプリント（CO2排出）を使用し、温室効果ガス流体（典型的にはハイドロフルオロカーボンR-508B）を使用して冷凍している。最新の超低温冷凍庫はHC（炭化水素）ガス混合物を採用している（通常はエタンとプロパン）。これにより、従来のCFCまたはHFCガス冷凍庫に比べて効率が最大30%向上した。

## 参照項目
- ドライアイス